# Kertesziomyia fascipennis
Kertesziomyia fascipennis är en tvåvingeart som först beskrevs av Thompson 1975.  Kertesziomyia fascipennis ingår i släktet Kertesziomyia och familjen blomflugor. Inga underarter finns listade i Catalogue of Life.